# Kristinia DeBarge
Kristinia Jamie DeBarge (Los Ángeles, California, 8 de marzo de 1990) es una cantante, compositora y actriz estadounidense. Apareció por primera vez en la televisión nacional en 2003 como concursante del spin-off de American Idol American Juniors. En 2009, DeBarge firmó un contrato con el departamento de Island Records Sodapop Records, lanzando su álbum debut, Exposed, en julio del mismo año.

## Biografía y carrera

### Familia y primeros años
Nacida el 8 de marzo de 1990, DeBarge es hija del cantante James DeBarge. DeBarge es de raza mixta. Su padre es de ascendencia afroamericana, británica y francesa. Su madre es de ascendencia mexicana, británica, noruega y francesa. Los antepasados de DeBarge por parte de su madre incluyen a su sexto tatarabuelo Robert Sevier y a su sexto tío tatarabuelo John Sevier (primer miembro de la Asociación Watauga/padre fundador de Tennessee), y a su primo hermano Elías Nandino, un poeta mexicano y confidente de Frida Kahlo. Entre los parientes lejanos de su madre se encuentra el rey Roberto I de Francia.
DeBarge comenzó a cantar cuando tenía 3 años, pero no empezó a tomarlo en serio hasta que tenía 12. Cuando tenía 12 años, su padre la llevó a un estudio de grabación donde trabajaron hasta las 4 de la mañana, grabando un dueto titulado "How I Feel Inside", lo que hizo que su padre se diera cuenta de que ella hablaba en serio acerca de comenzar una carrera como cantante.
En 2003, fue concursante del spin-off de American Idol American Juniors. DeBarge avanzó a la ronda semifinal de 20 concursantes. Ella cantó la canción "Reflection" de la película de Disney Mulan. Sin embargo, no logró ser una de las diez finalistas.

### 2009:Exposed
A los 14 años, DeBarge conoció a Kenneth "Babyface" Edmonds. Trabajó con él durante cinco años y, dos días antes de cumplir diecinueve años, firmó con una nueva división de Island Def Jam Records fundada por Edmonds y Jeff Burroughs llamada Sodapop Records. El primer sencillo de DeBarge, "Goodbye", de su álbum debut Exposed, fue lanzado en abril de 2009. "Goodbye" tuvo éxito comercial en los Estados Unidos, ya que debutó en el número 75 en la lista de sencillos Billboard Hot 100, y más tarde, alcanzó el puesto número 15 en la lista. El sencillo también fue un éxito en Canadá, donde alcanzó el puesto número 15 en el Canadian Hot 100. Exposed se lanzó el 28 de julio de 2009. Exposed recibió críticas generalmente positivas de los críticos musicales, basadas en una puntuación global de 69/100 de Metacritic. En Estados Unidos, el álbum debutó en el número 23 en el Billboard 200. DeBarge también fue la apertura del concierto de la cantante pop Britney Spears durante la gira mundial de Spears de 2009, The Circus Starring: Britney Spears.

### 2009-2013: Después deExposedy su nuevo álbumYoung & Restless
En noviembre de 2009, The Wet Seal, Inc., un minorista especializado líder para mujeres jóvenes, anunció una asociación con DeBarge, que incluía una colección de piezas de moda seleccionadas por DeBarge. En enero de 2010, DeBarge recibió una nominación al premio NAACP Image Award como "Artista nuevo destacado". DeBarge hizo una aparición en School Gyrls, que se estrenó en Nickelodeon en marzo de 2010. En septiembre de 2012, DeBarge lanzó su sencillo "Cry Wolf" de su álbum exclusivo en Japón Young & Restless. En octubre de 2012, el video musical "Cry Wolf" se estrenó en su página de artista VEVO. El 9 de noviembre de 2012, DeBarge hizo su debut actoral en "Christmas in Compton", protagonizada por Keith David, Omar Gooding, Sheryl Lee Ralph y Eric Roberts.
El 3 de abril de 2013, DeBarge lanzó otro sencillo ("Ignite") de Young & Restless exclusivamente en Japón a través de Manhattan Records. La canción alcanzó el puesto número seis un día después de su lanzamiento en la lista japonesa de R&B de iTunes. El 29 de mayo de 2013, DeBarge lanzó otro sencillo del álbum, "Higher".

### 2014: Tercer álbum de estudio ySchool Dance
DeBarge apareció en el nuevo sencillo y video musical de Redrama "Let Go" el 17 de enero de 2014. DeBarge y Redrama actuaron en directo por televisión durante la final de Finlandia del Festival de la Canción de Eurovisión 2014 en el Barona Areena de Espoo el 1 de febrero de 2014. El sencillo fue un éxito en Finlandia, donde alcanzó el número 1 en la lista Top 10 de NRJ el 4 de febrero de 2014, y el número 1 en Spotify el 7 de febrero de 2014. El sencillo alcanzó el puesto número 3 en las listas de sencillos finlandesas. El 25 de febrero de 2014, el sencillo alcanzó el puesto número 1 en las listas de reproducción finlandesas.
DeBarge comenzó a trabajar en su tercer álbum de estudio en marzo de 2014 con Adonis Shropshire. El segundo papel actoral de DeBarge llegó el 2 de julio de 2014, en el debut como director de Nick Cannon, School Dance, donde interpreta el papel principal femenino, Anastacia. La película cuenta con un reparto formado por Bobb'e J. Thompson, Mike Epps, Luenell, Katt Williams, George Lopez y The Rangers.

### 2015: New Music Modays yGrowing UpHip hop
El 5 de enero de 2015, DeBarge y Adonis Shropshire comenzaron a lanzar música nueva exclusivamente en YouTube. El proyecto se tituló “New Music Mondays”. El 8 de julio de 2015, WE tv anunció que exploraría las historias de familias reales de la industria del rap en "Growing Up Hip Hop". Programada para emitirse el 7 de enero de 2016, la serie de telerrealidad de seis episodios estaba protagonizada por DeBarge, Angela Simmons, Damon "Boogie" Dash, Romeo Miller, Egypt Criss y TJ Mizell, y algunos de sus famosos padres aparecieron en el programa. DeBarge anunció en una entrevista en septiembre de 2015 que lanzaría un nuevo álbum de estudio cerca del estreno de Growing Up Hip Hop.

### 2016-presente: Nueva música
DeBarge lanzó dos EP y un sencillo en 2016: Thinkin Out Loud, Peaceful Understanding y "Crystal Ball". En 2017, se asoció con Priority/Capitol Records y lanzó el sencillo "Pink Love". El 31 de julio de 2018, lanzó de forma independiente el sencillo "Hangover". El 22 de diciembre de 2018, lanzó de forma independiente el sencillo "Alright". En 2019, lanzó dos sencillos, "Breathe" y "Back in the Day", y el 21 de abril de 2020, lanzó su sencillo "Carousel". El 11 de junio de 2021, lanzó una nueva canción, "Bet", con Eric Bellinger.

### 2018: Krissy D Cosmetics
El 30 de septiembre de 2018, DeBarge anunció la formación de su nueva empresa de cosméticos, Krissy D Cosmetics. La empresa online se lanzó el 23 de noviembre de 2018 con la “Amethyst Collection” (un juego de 17 pinceles veganos), la “Aplysina Blender” (una esponja de maquillaje) y la “3D Inlashuation Mascara” (una máscara resistente al agua y que no se mancha que se agotó en cuestión de minutos). El 12 de febrero de 2019, la compañía lanzó la paleta de sombras de ojos "World Tour".

## Tours

### Actos de apertura
• The Circus Starring: Britney Spears (2009)

## Discografía

### Álbumes de estudio
| Año  | Detalles del álbum | Posición más alta | Posición más alta |
| Año  | Detalles del álbum | US                | JPN               |
| ---- | --- | ----------------- | ----------------- |
| 2009 | Exposed - Fecha de lanzamiento: 28 de julio de 2009 - Etiqueta: Island / Def Jam Recordings - Formato: CD, descarga digital | 23                | —                 |
| 2013 | Young & Restless - Fecha de lanzamiento: 3 de mayo de 2013 (JP) - Sello: Manhattan Records - Formato: CD, descarga digital  | —                 | 236               |
| TBA  | Back in the Day - Fecha de lanzamiento:                                                                                     | TBR               | TBR               |

### EPs
| Año  | Detalles del álbum |
| ---- | --- |
| 2016 | Thinking Out Loud - Fecha de lanzamiento: 7 de enero de 2016 - Etiqueta: Krissy D Ent./Beatstreet Inc. - Formato: descarga digital         |
| 2016 | Peaceful Understanding - Fecha de lanzamiento: 13 de octubre de 2016 - Etiqueta: Krissy D Ent./Beatstreet Inc. - Formato: descarga digital |
| 2022 | EMPOWHER - Fecha de lanzamiento: 26 de agosto de 2022 - Etiqueta: Krissy D Ent./Beatstreet Inc. - Formato: descarga digital                |

### Sencillos
| Título                                                   | Año  | Posiciones más altas en los gráficos | Posiciones más altas en los gráficos | Posiciones más altas en los gráficos | Posiciones más altas en los gráficos | Certificaciones | Álbum               |
| Título                                                   | Año  | US                                   | US Dance                             | CAN                                  | SWE                                  | Certificaciones | Álbum               |
| -------------------------------------------------------- | ---- | ------------------------------------ | ------------------------------------ | ------------------------------------ | ------------------------------------ | --------------- | ------------------- |
| "Goodbye"                                                | 2009 | 15                                   | 3                                    | 15                                   | 26                                   | - RIAA: Platino | Exposed             |
| "Sabotage"                                               | 2009 | —                                    | —                                    | —                                    | —                                    |                 | Exposed             |
| "Future Love"                                            | 2009 | —                                    | —                                    | —                                    | —                                    |                 | Exposed             |
| "Cry Wolf"                                               | 2012 | —                                    | —                                    | —                                    | —                                    |                 | Young & Restless    |
| "Ignite"                                                 | 2013 | —                                    | —                                    | —                                    | —                                    |                 | Young & Restless    |
| "Higher"                                                 | 2013 | —                                    | —                                    | —                                    | —                                    |                 | Young & Restless    |
| "Fadeout" (feat. Iamsu!)                                 | 2016 | —                                    | —                                    | —                                    | —                                    |                 | Thinkin Out Loud    |
| "Crystal Ball"                                           | 2017 | —                                    | —                                    | —                                    | —                                    |                 | Sencillos sin álbum |
| "Pink Love"                                              | 2017 | —                                    | —                                    | —                                    | —                                    |                 | Sencillos sin álbum |
| "Hangover"                                               | 2018 | —                                    | —                                    | —                                    | —                                    |                 | Sencillos sin álbum |
| "Alright"                                                | 2018 | —                                    | —                                    | —                                    | —                                    |                 | Sencillos sin álbum |
| "Breathe"                                                | 2019 | —                                    | —                                    | —                                    | —                                    |                 | Sencillos sin álbum |
| "Back in the Day"                                        | 2019 | —                                    | —                                    | —                                    | —                                    |                 | Back in the Day     |
| "Carousel"                                               | 2020 | —                                    | —                                    | —                                    | —                                    |                 | Sencillos sin álbum |
| "Wave"                                                   | 2020 | —                                    | —                                    | —                                    | —                                    |                 | Sencillos sin álbum |
| "Bet" (feat. Eric Bellinger)                             | 2021 | —                                    | —                                    | —                                    | —                                    |                 | TBA                 |
| "—" denota los lanzamientos que no llegaron a las listas |      |                                      |                                      |                                      |                                      |                 |                     |

#### Colaboraciones
| Título                                   | Año  | Posiciones máximas en los gráficos |
| Título                                   | Año  | FIN                                |
| ---------------------------------------- | ---- | ---------------------------------- |
| "Let Go" (Redrama con Kristinia DeBarge) | 2014 | 3                                  |

## Filmografía

### Películas
| Año  | Título               | Papel      | Notas                  |
| ---- | -------------------- | ---------- | ---------------------- |
| 2010 | School Gyrls         | Ella misma |                        |
| 2010 | Turn the Beat Around | Ella misma | Película de televisión |
| 2012 | Christmas in Compton | Lola       |                        |
| 2014 | School Dance         | Anastacia  |                        |
| 2015 | The Mint             | Melody     |                        |

### Televisión
| Año       | Título             | Papel                  | Notas |
| --------- | ------------------ | ---------------------- | ----- |
| 2003      | American Juniors   | Ella misma/concursante |       |
| 2016-2018 | Growing Up Hip Hop | Ella misma             |       |

## Premios y nominaciones
| Año  | Asociación             | Premios           | Categoría               | Resultado |
| ---- | ---------------------- | ----------------- | ----------------------- | --------- |
| 2009 | MTV Video Music Awards | "Goodbye"         | Mejor coreografía       | Nominada  |
| 2010 | Premios NAACP Image    | Kristinia DeBarge | Artista nuevo destacado | Nominada  |